# Chỉ số giá bán buôn
Chỉ số giá bán buôn (tiếng Anh: Wholesale Price Index) là một chỉ số giá cả của các hàng hóa bán buôn để tính lạm phát. Một số nước như Ấn Độ trước kia và Philippines hiện nay dùng chỉ số này để tính lạm phát. Đa số các nước trên thế giới dùng chỉ số giá tiêu dùng làm chỉ số đo lạm phát chính.